# Dream Factor
| Recensione       | Giudizio               |
| ---------------- | ---------------------- |
| AllMusic         | [ 1 ]                  |
| www.mescalina.it | Valutazione favorevole |
| PopMatters       | Valutazione favorevole |

Dream Factor è il primo album discografico come solista del musicista rock statunitense Jack Casady, pubblicato dall'etichetta discografica Eagle Records nel giugno del 2003.

## Tracce
1. Paradise – 3:42 (Jack Casady, Greg Hampton, Paul Barrere)
2. Water from a Stone – 3:47 (Jack Casady, Jeff Pehrson)
3. Trust Somebody – 5:00 (Jack Casady, Jim Brunberg)
4. Listen to the Wind – 5:09 (Greg Hampton, Danny Tate)
5. Outside – 6:23 (Jack Casady)
6. By Your Side – 6:02 (Jack Casady, Jim Brunberg, Jeff Pehrson)
7. Daddy's Lil' Girl – 4:52 (Jack Casady, Stacy Parrish)
8. Weight of Sin – 4:59 (Jack Casady, Jeff Pehrson)
9. Who Are You – 3:39 (Jack Casady, Jeff Pehrson)
10. Dead Letter Box – 5:16 (Jack Casady, Paul Barrere)
11. Sweden – 5:50 (Jack Casady, Fee Waybill)

## Musicisti
Paradise
- Jack Casady - basso
- Paul Barrere - voce, chitarra slide
- Greg Hampton - chitarra
- Steve Fister - chitarra ritmica
- Steffen Presley - organo Hammond B-3, pianoforte
- Steve Gorman - batteria

Water from a Stone
- Jack Casady - basso, chitarra, chitarra acustica
- Jeff Pehrson - voce
- Jim Brunberg - mandolino
- Steffen Presley - organo Hammond B-3
- Matt Abts - batteria, percussioni

Trust Somebody
- Jack Casady - basso
- Ivan Neville - voce, organo Hammond B-3
- Doyle Bramhall II - chitarra solista
- Steve Fister - chitarra ritmica
- Matt Abts - batteria

Listen to the Wind
- Jack Casady - basso
- Paul Barrere - voce, chitarra slide
- Jorma Kaukonen - chitarra acustica solista
- Greg Hampton - chitarra ritmica
- Jeff - Pehron - supporto vocale
- Jim Brunberg - supporto vocale
- Steffen Presley - organo Hammond B-3, pianoforte
- Matt Abts - batteria

Outside
- Jack Casady - basso, basso solista Versatone
- Warren Haynes - chitarra solista
- Greg Hampton - chitarra ritmica
- Steve Fister - chitarra ritmica
- Steffen Presley - organo Hammond B-3
- Matt Abts - batteria, percussioni

By Your Side
- Jack Casady - basso, chitarre acustiche
- Jim Brunberg - voce
- Diane Quine - supporto vocale
- Stacy Parrish - supporto vocale
- Greg Hampton - supporto vocale
- Jeff Pehrson - supporto vocale
- Steffen Presley - pianoforte, organo hammond B-3
- Matt Abts - batteria, percussioni

Daddy's Lil' Girl
- Jack Casady - basso
- Ivan Neville - voce, supporto vocale
- Doyle Bramhall II - chitarra solista, chitarra ritmica
- Steve Fister - chitarra ritmica
- Greg Hampton - chitarra ritmica
- Steffen Presley - organo Hammond B-3
- Steve Gorman - batteria

Weight of Sin
- Jack Casady - basso acustico balalika, chitarra acustica
- Jeff Pehrson - voce
- Jim Brunberg - mandolino
- Stacy Parrish - chitarra acustica

Who You Are
- Jack Casady - basso, basso solista Versatone
- Jeff Pehrson - voce
- Steve Fister - chitarre
- Steffen Presley - organo Hammond B-3
- Steve Gorman - batteria

Dead Letter Box
- Jack Casady - basso
- Paul Barrere - voce, chitarra slide
- Doyle Bramhall II - chitarra solista
- Steve Fister - chitarra ritmica
- Steffen Presley - organo Hammond B-3
- Matt Abts - batteria

Sweden
- Jack Casady - basso, basso silista Versatone, chitarra
- Fee Waybill - voce
- Warren Haynes - chitarra solista (canale sinistro)
- Jorma Kaukonen - chitarra solista (canale destro)
- Steve Fister - chitarra ritmica
- Steffen Presley - organo Hammond B-3, tastiere
- Steve Gorman - batteria

Note aggiuntive
- Greg Hampton - produttore
- Jack Casady - produttore esecutivo
- Registrazioni effettuate al J.C. Studios di Los Angeles, California
- Stacy Parrish - ingegnere delle registrazioni, eccetto brani: #1, #7, #9 e #11, ingegnere delle registrazioni: Steve Werbelow
- Stacy Parrish - pro-tools master
- Brani con Warren Haynes registrati al Soundtrack Studios di New York (Michael Barbiero ingegnere delle registrazioni)
- Michael Zinczenko - assistente ingegneri delle registrazioni
- Masterizzato da Louie Teran al Marcussen Mastering di Los Angeles, California
- Vin Cimino - grafica e design copertina
- Chris Cassidy/NYC - fotografie[4]